# ميخائيل هوغ
ميخائيل هوغ (بالإنجليزية: Michael Hogg)‏ هو عالم نفس أسترالي، ولد في 4 أكتوبر 1954.